# Frente pseudofrío
En meteorología, un frente pseudofrío es un límite entre la región de entrada de una supercélula y la corriente descendente del flanco posterior. Suele extenderse desde el centro del mesociclón, normalmente hacia el sur o el suroeste, y se caracteriza por el avance de la corriente descendente hacia la región de entrada. Es una forma particular de frente de ráfaga.